# Böddinghausen
Böddinghausen ist ein Ortsteil der Stadt Plettenberg im Märkischen Kreis in Nordrhein-Westfalen.
Der Ort, durch den die Bommecke fließt, liegt nördlich des Kernortes Plettenberg an der Kreisstraße K 8. Südwestlich liegt das Naturschutzgebiet Bommecketal.